# Waddinxveen

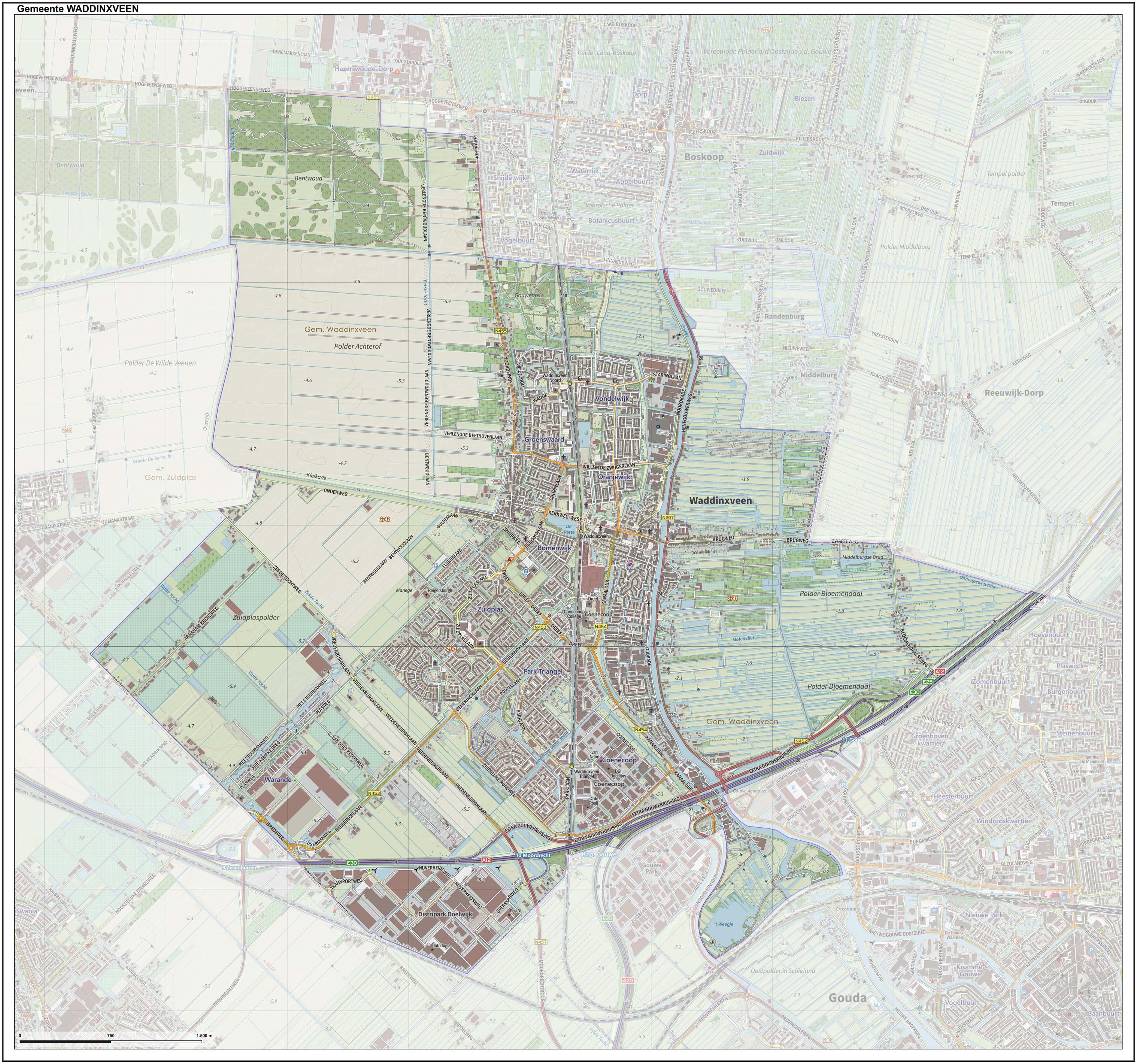
Topografische gemeentekaart van Waddinxveen, september 2022

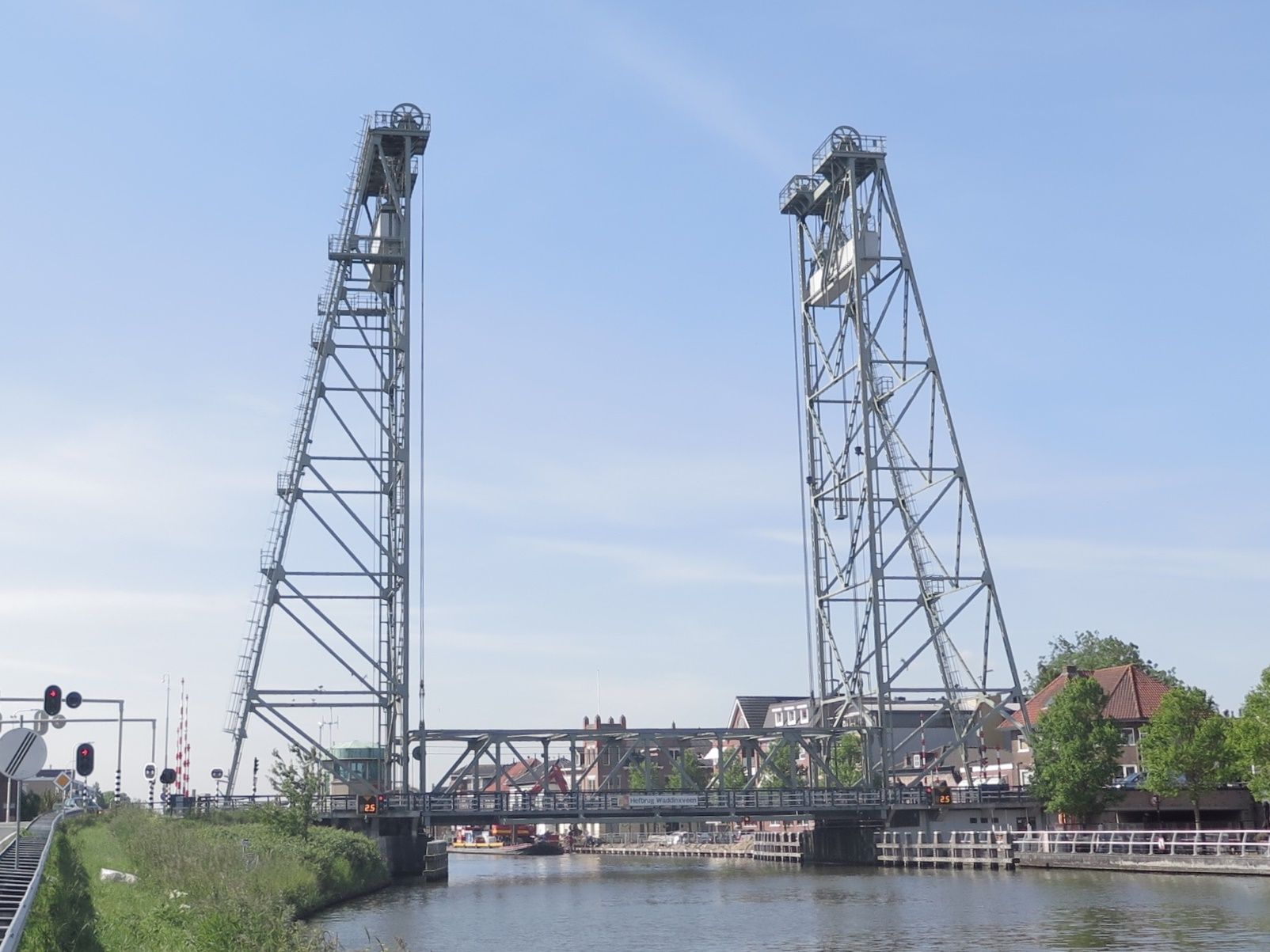
De hefbrug over de Gouwe

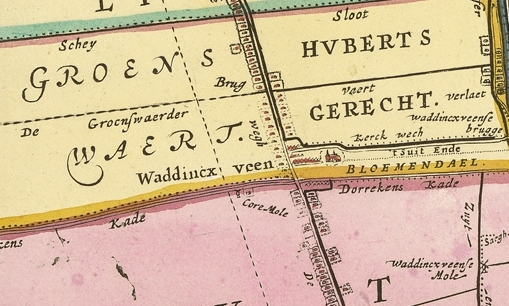
Historische kaart met Waddinxveen

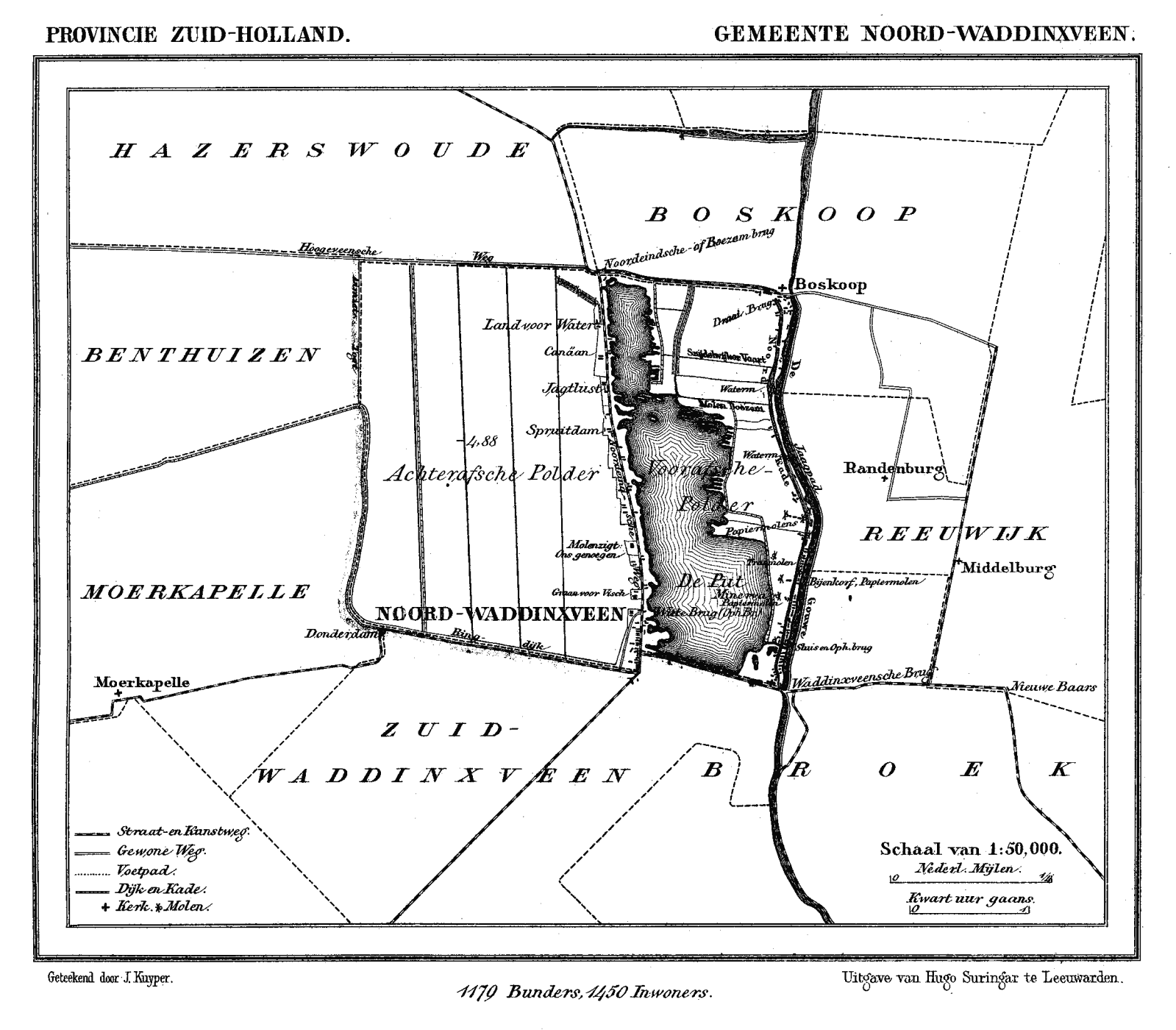
Kaart van Noord-Waddinxveen uit 1868

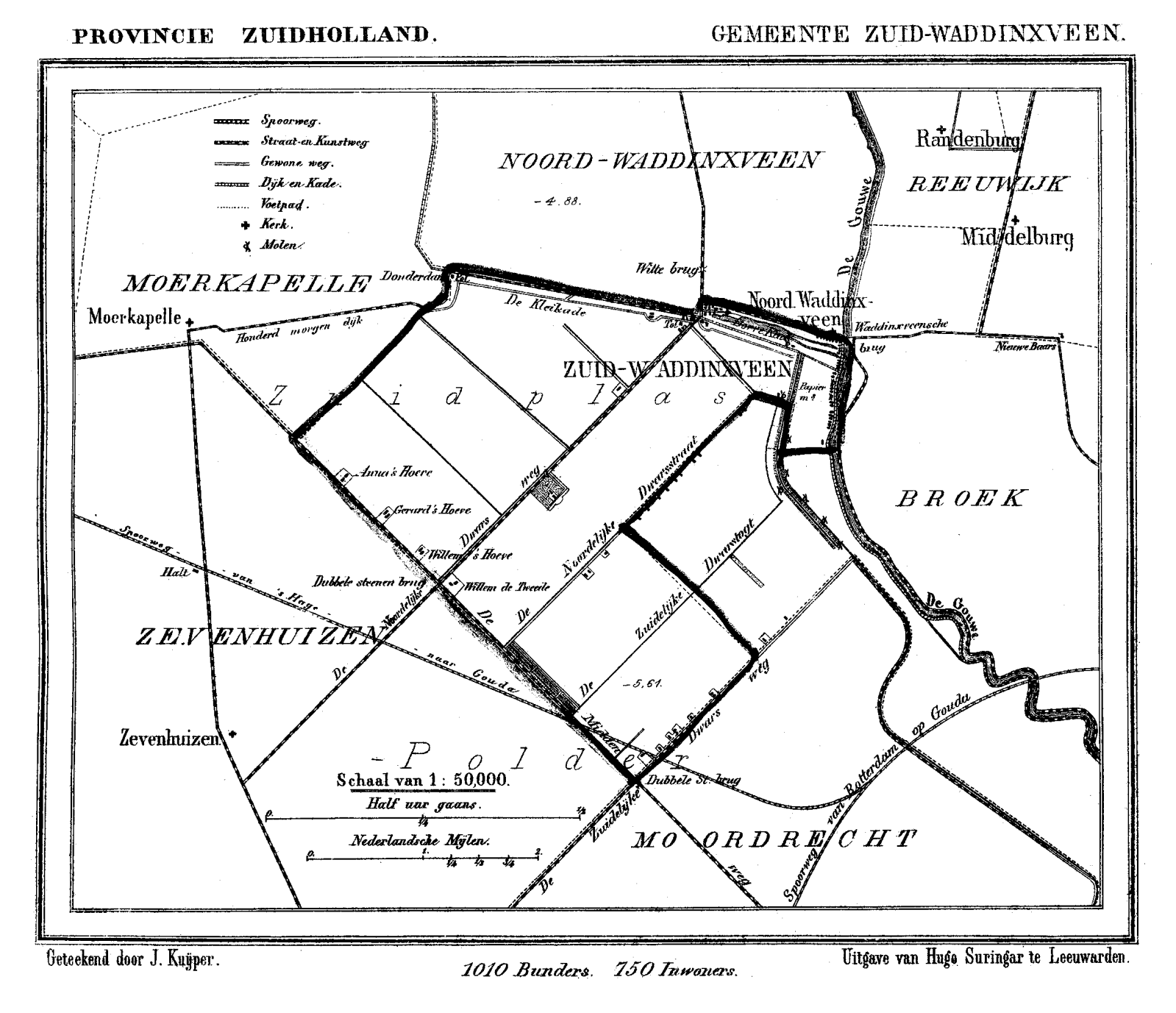
kaart van Zuid-Waddinxveen uit 1868

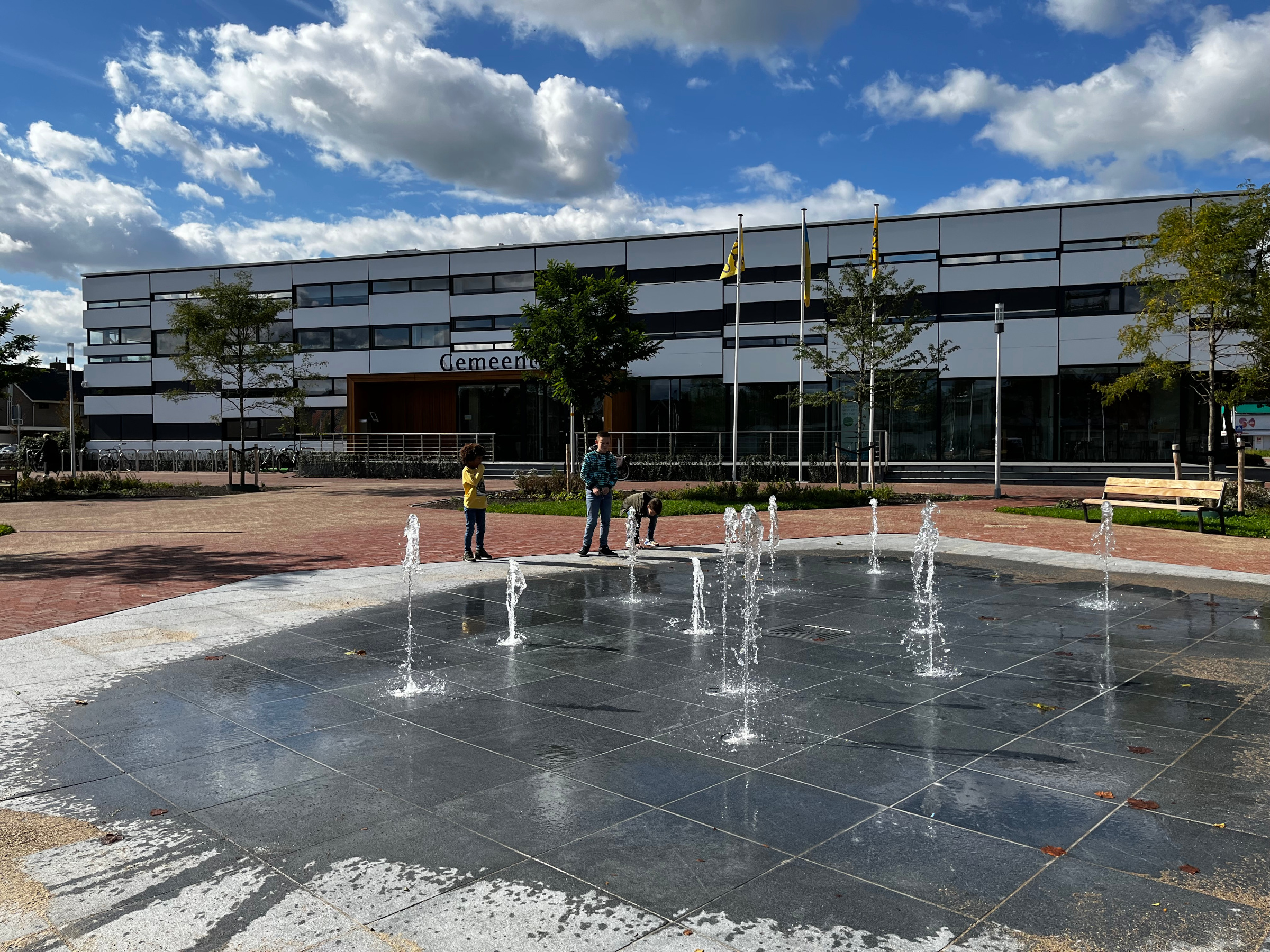
Gemeentehuis aan de Beukenhof

Waddinxveen (uitspraakⓘ) is een plaats en gemeente in de Nederlandse provincie Zuid-Holland op korte afstand van Gouda. De gemeente heeft 35.000 inwoners (12 januari 2025, bron: Gouwe IJssel Nieuws). Het dijkdorp ontstond in de 13e eeuw als veenontginning op de westoever van de Gouwe.
Waddinxveen is vooral bekend vanwege de hefbrug uit 1936 over de Gouwe. Verder staat Waddinxveen van oudsher bekend om de meubelmakers en stroopwafelbakkerijen. In het zuiden van de gemeente ligt een deel van de Zuidplaspolder. In het noorden vormen het Gouwebos en het natuurgebied de Voorofsche Polder een groene zone tussen Waddinxveen en Boskoop. In het uiterste zuiden ligt rondom een veenplas het Natuurgebied 't Weegje met voet-, fiets- en natuurpaden.
In Waddinxveen is het laagste polderwaterpeil ter wereld gemeten: 7,10 meter onder NAP (Normaal Amsterdams Peil). Het kunstwerk De Vergeten Plek van Eline Ouwendijk (Rozenburg, 1968) staat symbool voor het laagste polderwaterpeil.

## Geschiedenis
Op 20 april 1233 verkocht Floris IV, graaf van Holland, voor 200 Hollandse ponden een gebied woest veen langs de Gouwe aan Nicolaas van Gnepwijk, Burchaard (Herbaren) van Aalsmeer en Woubrecht. Het gebied kreeg de naam 'Waddinxvene'. Deze gebeurtenis wordt beschouwd als de ‘geboortedatum’ van Waddinxveen. Dit is het resultaat van het onderzoek van prof.mr. H. van der Linden, hoogleraar Nederlandse geschiedenis. Hoewel een document uit 1861 18 april 1233 noemde als stichtingsdatum van Waddinxveen, houdt de gemeente vast aan 20 april 1233 .
Wat nu Waddinxveen is, waren vroeger drie kernen: Noord-Waddinxveen, (gemeente Noord-Waddinxveen) gelegen aan de Dorpstraat, Zuid-Waddinxveen (gemeente Zuid-Waddinxveen) gelegen bij de brugkerk en de hefbrug, en Zuid Gouwekade (gemeente Broek, Thuil en 't Weegje) gelegen bij de Sint Victorparochie aan de Zuidkade. In 1870 kwamen alle kernen in één gemeente te liggen. Door latere uitbreidingen kwamen ze tegen elkaar aan te liggen. Kaarten tot in het begin van de 20ste eeuw, onderscheiden de kernen met de toponiemen Oude Dorp (Noord-Waddinxveen) en Brug (Zuid-Waddinxveen). Aan de hand van de verschillende concentraties met oude bebouwing is nog te zien dat het oorspronkelijk om drie aparte kernen gaat. Het oudste van de drie oorspronkelijke dorpen is Noord-Waddinxveen. Door uitbreiding van zowel de Zuidplas als de noordelijke plassen zocht een gedeelte van de bewoners hun heil nabij de Gouwe. Op deze manier ontstonden de andere twee kernen.

### Oorsprong van de naam
Er is onduidelijkheid over de precieze oorsprong van de naam Waddinxveen. De oudst bekende vermelding van de plaatsnaam, uit 1233, is zoals gezegd 'Waddinxvene'. Er is een theorie die zegt dat de naam is afgeleid van de persoonsnaam '(van de) Wadding', waarbij de plaats is gelegen in het 'veen van Wadding'. Een andere mogelijkheid is dat de plaatsnaam is ontstaan uit een aanduiding voor water, afgeleid van 'wadde'. Vóór de Tweede Wereldoorlog werd de naam geschreven als 'Waddingsveen', zoals meer plaatsnamen in Nederland met de 'x' toen met 'gs' (of 'ks') werden geschreven.

## Stedelijke ontwikkeling
Rond 1980 was de eerste fase van de nieuwbouwwijk Zuidplas gereed, gelegen in het zuidwesten van Waddinxveen, nadat eind jaren 60 al nieuwbouwwijken tot stand waren gekomen in het westelijk en noordelijk deel van de gemeente. Vrij bijzonder is de Ontmoetingskerk (1969) aan de Groensvoorde voor protestanten én katholieken samen. In 1975 werd winkelcentrum de Passage geopend, tussen hefbrug en station in. In 2014 is een nieuw winkelcentrum gebouwd, op het oude terrein van voetbalclub CVV Be Fair, genaamd winkelcentrum Gouweplein. De voetbalvereniging verhuisde in de zomer van 2008, de andere verenigingen volgden later. Het centrum biedt plaats aan onder andere een bibliotheek, winkels en horeca. Ook is er sociale woningbouw en koopwoningen en onder het centrum bevindt zich een grote parkeergarage.
In Waddinxveen-Zuid, tussen de wijk Zuidplas, de Zuidelijke Rondweg en de spoorlijn in, is een nieuwe woonwijk in aanbouw. Deze draagt de naam Triangel. Deze woonwijk zal volgens planning in fasen worden gebouwd, met de laatste fase in 2025. Aan deze wijk is het derde station van Waddinxveen gebouwd, station Waddinxveen Triangel.
De gehuchten binnen de gemeente Waddinxveen zijn Bloemendaal en Middelburg (dat trouwens slechts gedeeltelijk binnen de gemeentegrenzen van Waddinxveen valt, gedeeltelijk binnen Alphen aan den Rijn en gedeeltelijk Bodegraven-Reeuwijk).
Op 12 januari 2025 heeft de gemeente Waddinxveen een belangrijke mijlpaal bereikt: het inwoneraantal steeg tot 35.000. Deze groei is te danken aan de ontwikkeling van nieuwe woonwijken, zoals de wijk Triangel, die in fasen is gebouwd en een groot aantal nieuwe woningen heeft opgeleverd. 
Burgemeester Evert Jan Nieuwenhuis reageerde enthousiast op deze mijlpaal:
"Het bereiken van 35.000 inwoners laat zien dat Waddinxveen volop in ontwikkeling is. Het is prachtig om te zien dat steeds meer mensen ervoor kiezen om zich hier te vestigen. Deze groei motiveert ons om te blijven investeren in een groene, duurzame en leefbare toekomst voor onze gemeente."

## Politiek en bestuur

### Burgemeester en wethouders
Sinds 6 november 2017 is Evert Jan Nieuwenhuis (SGP) burgemeester van Waddinxveen. Door een bestuurlijke crisis begin september 2020 tussen de wethouders van VVD en PvdA/GroenLinks over het woonbeleid had Waddinxveen korte tijd geen wethouders. Na krap twee maanden kwam er eind oktober een nieuw college van B&W van PCW, CDA en Weerbaar Waddinxveen.
Na de gemeenteraadverkiezingen van 2022 vormen PCW, CDA en VVD de coalitie en leveren de drie wethouders.

### Gemeenteraad
Behaalde zetels per partij bij de gemeenteraadsverkiezingen sinds 1994:
| Partij                                    | 1994 | 1998 | 2002 | 2006 | 2010 | 2014 | 2018 | 2022 |
| ----------------------------------------- | ---- | ---- | ---- | ---- | ---- | ---- | ---- | ---- |
| Protestantse Combinatie Waddinxveen (PCW) | 5    | 5    | 5    | 5    | 6    | 6    | 5    | 7    |
| CDA                                       | 4    | 3    | 4    | 4    | 3    | 3    | 3    | 4    |
| VVD                                       | 4    | 6    | 3    | 4    | 5    | 3    | 4    | 4    |
| Weerbaar Waddinxveen (WeWa)               | -    | -    | 4    | 2    | 2    | 3    | 3    | 3    |
| D66                                       | 3    | 2    | 2    | 1    | 2    | 4    | 3    | 3    |
| PvdA-GroenLinks (tot 2014: PvdA)          | 3    | 5    | 3    | 5    | 3    | 2    | 3    | 2    |
| Unie 55+                                  | 2    | -    | -    | -    | -    | -    | -    | -    |
| Totaal                                    | 21   | 21   | 21   | 21   | 21   | 21   | 21   | 23   |

### Fusieplannen
In november 2007 hebben de Gedeputeerde Staten van de provincie Zuid-Holland een mogelijke fusie van Waddinxveen met de toenmalige gemeentes Rijnwoude en Boskoop afgewezen. Aanvankelijk wilde de gemeente Boskoop dat Waddinxveen bij de fusie betrokken zou worden, maar met name vanuit Waddinxveen was hier weerstand tegen. De gemeenten Boskoop en Rijnwoude zijn opgeheven en vallen onder de gemeente Alphen aan den Rijn. De provincie had hierna plannen voor een verdere samenwerking of een eventuele fusie tussen Waddinxveen en Gouda. In 2012 zijn de fusiebesprekingen met Gouda beëindigd nadat in een lokaal referendum op 2 maart 2011 92,4% van de Waddinxveners (opkomst 72%) zich tegen de fusie had uitgesproken.

### Stedenband
Waddinxveen had een jumelage met de stad Pelhřimov in Tsjechië. Maar, op 31 december 2013 verbrak Waddinxveen na 25 jaar de samenwerkingsovereenkomst.
Vanuit het Coenecoop College vonden er ieder jaar uitwisselingsprojecten plaats waarbij Nederlandse scholieren van de school een week in Tsjechië verblijven en vice versa.

## Verkeer en vervoer
Waddinxveen ligt aan verschillende uitvalswegen. Via de N453 en de N207 zijn de A12 en de A20 te bereiken. Binnen Waddinxveen en de provincie Zuid-Holland zijn er plannen voor een provinciale, dan wel gemeentelijke ringweg. Een concreet plan is bijvoorbeeld de Westrandweg. Een Boskoops idee is de hoofdweg door het Gouwebos, ten noorden van Waddinxveen, zodat het Boskoopse centrum en daarmee de monumentale Hefbrug veel minder verkeer richting bijvoorbeeld het ITC-terrein te verwerken krijgt. Vanuit Waddinxveen bestaat hiertegen weerstand, omdat het nut voor het dorp van deze weg als vrij beperkt wordt gezien. Er bestaan plannen voor het aanpassen van de N207 (Henegouwerweg), het doortrekken van de N219 richting de toekomstige Westrandweg en het eventueel verbinden van de Zuidelijke Rondweg met de verlengde N219.
De spoorlijn Gouda - Waddinxveen - Alphen aan den Rijn (enkelspoor) werd in 1934 aangelegd en in 1956 geëlektrificeerd. Waddinxveen heeft drie stations aan de lijn: Waddinxveen (1934), Waddinxveen Noord (1973) en Waddinxveen Triangel (2018). Ook is de plaats te bereiken door middel van streekBuzz-lijnen 175 en 275 en snelBuzz-lijnen 382 en 386 van Qbuzz.

## Sport
Waddinxveen telt twee voetbalclubs, te weten CVV Be Fair en ASW. Verder zijn er verenigingen in verscheidene takken van sport, zoals aikido, badminton (Invictus), hockey (HC Waddinxveen), tafeltennis (Kwiek), korfbal (W.K.V. Korbis), atletiek (SC antilope), tennis (TV De Gouwe Smash, TV Be Fair, TV Waddinxveen), basketbal (Bouncers Basketball), turnen (TOOS), volleybal (Timios), waterpolo (Z&PC de Gouwe), jeu de boules (Jeu de Boules Vereniging Waddinxveen), schaken (WSV Inter Nos), bridge (BC Waddinxveen) en dansen (TOOS, Da Danza, Ballet- en Dansschool Bianca Danst). Ook heeft Waddinxveen een land-scouting (Sint Victor), een water-scouting (Klimop) en een reddingsbrigade (De Waddinxveense ReddingsBrigade).

## Onderwijs
Enkele basisscholen zijn de Dick Brunaschool en de Theo Thijssen (openbare scholen), de PC Prins Willem Alexanderschool, de NH Bethelschool, de NH Rehobothschool, GBS Kleurrijk (voorheen De Leilinde), de Regenboogschool, de CBS TOV (voorheen Koningin Beatrixschool) en de Kardinaal Alfrink School. In Waddinxveen is ook een school voor voortgezet onderwijs, het Coenecoop College. Deze school heeft een vmbo-, havo- en vwo-afdeling. In Boskoop is een locatie waar de onderbouw kan worden gevolgd.

## Natuur en recreatie
Binnen de gemeentegrens liggen de volgende natuur- en recreatiegebieden:
GouwebosStadspark met de allure van een natuurgebied.
Voorofsche PolderVeenweidegebied van het Zuid-Hollands Landschap
't WeegjeNatuurgebied rondom de gelijknamige veenplas
BentwoudBosgebied, het oostelijk deel valt binnen de gemeente
VredenburghzoneNatuur- en recreatiegebied in ontwikkeling
Polder BloemendaalNatuur- en wandelgebied

## Cultuur

### Monumenten
In de gemeente zijn er een aantal rijksmonumenten, gemeentelijke monumenten en oorlogsmonumenten, zie:
- Lijst van rijksmonumenten in Waddinxveen
- Lijst van gemeentelijke monumenten in Waddinxveen
- Lijst van oorlogsmonumenten in Waddinxveen
- Lijst van Stolpersteine in Waddinxveen

### Kunst in de openbare ruimte
In de gemeente Waddinxveen zijn diverse beelden, sculpturen en objecten geplaatst in de openbare ruimte, zie:
- Lijst van beelden in Waddinxveen

### GebouwWereldwijd
Het gebouw Wereldwijd aan de Mauritslaan 55 is een verenigingsgebouw, dat onderkomen biedt aan de volgende organisaties op maatschappelijk en cultureel gebied: 
- GGW Gered Gereedschap Waddinxveen
- Gro-up buurtwerk
- HGW Historisch Genootschap Waddinxveen
- Repair Café Waddinxveen
- RTW FM Lokale omroep Waddinxveen
- VWW VluchtelingenWerk Waddinxveen
- WKK Waddinxveense Kunst Kring

### Oudheidkamer
In het gebouw Wereldwijd heeft het Historisch Genootschap Waddinxveen (HGW) een eigen Oudheidkamer.
In het midden van de Oudheidkamer staat een tilbury die gemaakt is door Waddinxveense wagenbouwer Verheul. Ook is het mechanisme te zien van de klok van de Brugkerk die van 1953 tot 2012 de tijd aangaf. Behalve deze pronkstukken zijn er nog tal van voorwerpen te bezichtigen, die de geschiedenis van Waddinxveen vertellen.

### Speelgoed

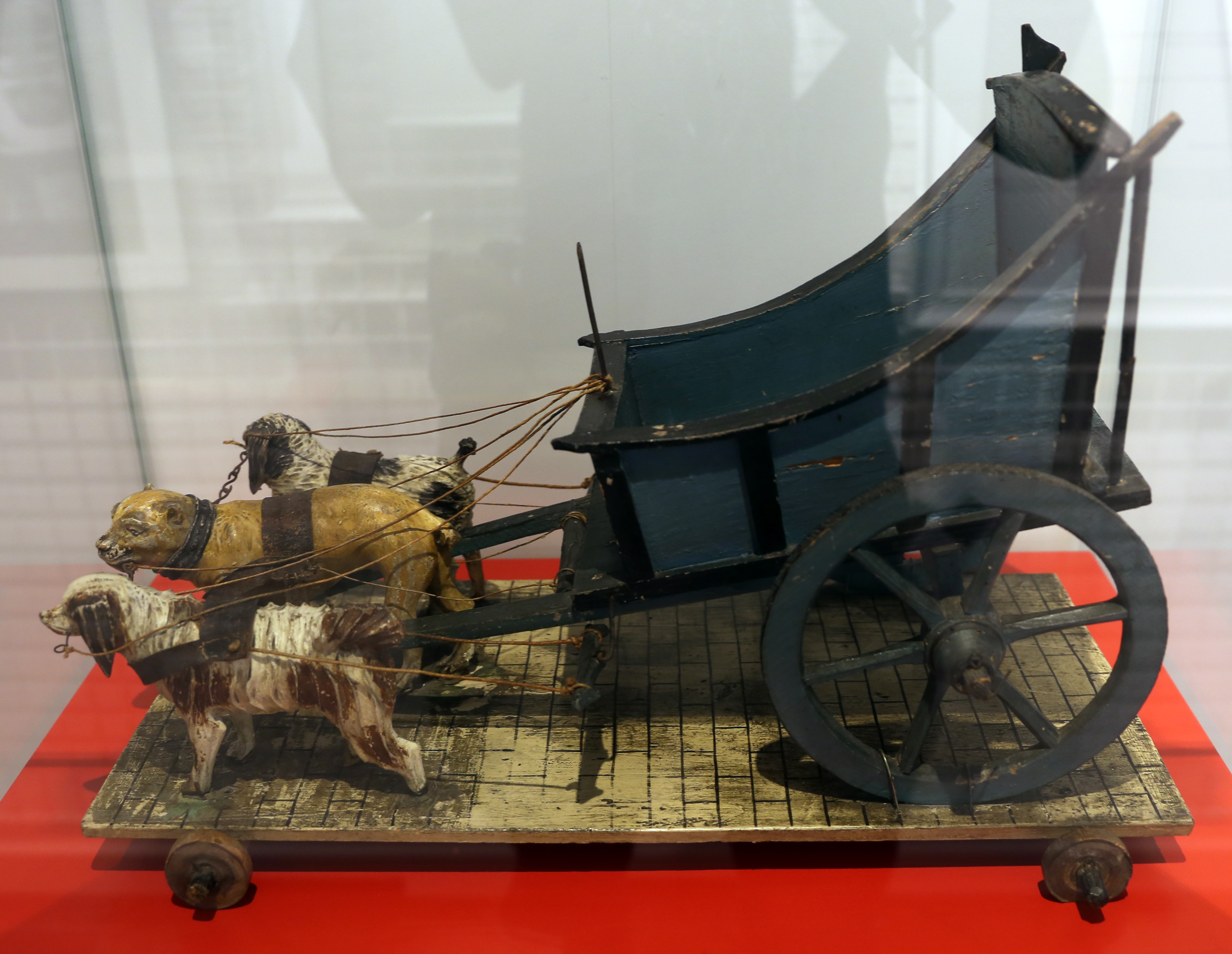
Houten hondenkar, Waddinxveen, 1790-1845, Museum Gouda

Waddinxveen was zo'n 200 jaar lang een centrum voor de speelgoedfabricage. Ruwweg van 1780 tot 1980 werd er houten speelgoed gemaakt: hobbelpaarden, duwpaarden, trekpaardjes, allerlei soorten transportwagens, locomotieven, ophaalbruggen, pakhuizen, poppenmeubilair, tollen en kegels. Het begon als huisnijverheid, later werden er fabrieken gebouwd. 
Na de Tweede Wereldoorlog blijven in Waddinxveen twee belangrijke speelgoedfabrikanten over: Sliedrecht en Okkerse. Vanaf 1940 maakte Okkerse gebruik van het merk ‘Okwa’, een afkorting van Okkerse Waddinxveen. Piet Marée was als ontwerper aan deze fabriek verbonden.
Onderzoek heeft uitgewezen dat houten figuren die zijn aangetroffen op/bij deze voertuigen uit de 19e eeuw, zoals passagiers, conducteurs en honden, vervaardigd werden in Val Gardena (Grödnertal), Italië. Al sinds de 18e eeuw werd speelgoed uit Gröden in heel Europa gedistribueerd.

## Bekende inwoners

### Geboren in Waddinxveen
- Sharon den Adel, zangeres
- Mark van den Akker, radio-dj
- Bert Berghoef, politicus
- Wim Bron, voetballer
- Anne van Gent (1926-2022), politicus
- Arnoud Holierhoek, Americanfootballspeler
- Roald van Hout, voetballer
- Ton Koops, beeldhouwer
- Jan van Leeuwen, informaticus
- Dora Lindeman, zangeres
- Sanne te Loo, schrijfster van prentenboeken en illustratrice
- Chardine Sloof, biatlete
- Joël Sloof, biatleet
- Luciën Sloof, biatleet
- Mark Vanderloo, model
- Mariëlle Vavier, politica
- Peter Verheul, grafisch ontwerper
- Mijndert Ververs, zakenman
- Tjark de Vries, roeier
- Robert Westerholt, gitarist

### Overleden in Waddinxveen
- Ad de Jager, politicus en onderwijsdeskundige.

## Aangrenzende gemeenten
| Aangrenzende gemeenten | Aangrenzende gemeenten | Aangrenzende gemeenten | Aangrenzende gemeenten | Aangrenzende gemeenten |
| ---------------------- | ---------------------- | ---------------------- | ---------------------- | ---------------------- |
| Alphen aan den Rijn    |                        |                        |                        | Bodegraven-Reeuwijk    |
|                        |                        |                        |                        |                        |
|                        |                        |                        |                        |                        |
|                        |                        |                        |                        |                        |
| Zuidplas               |                        |                        |                        | Gouda                  |

- Gemeinsame Normdatei: 7542060-0
- Library of Congress Control Number: n83049117
- MusicBrainz: 4b3171b7-fb06-48d9-ae0a-9ef33d0235fb
- Nationale Bibliotheek van Israël: 987007536649405171
- Virtual International Authority File: 130221477
- WorldCat: E39PBJyCKF3bC8FWj6ffpkK8G3

Dorp: Waddinxveen

Buurtschappen: Donderdam (deels) · Kop van Bloemendaal · Middelburg (deels) · Noordeinde

Voormalige buurtschappen: Noordkade · Zuid-Gouwkade 

 Voormalige gemeentes: Broek, Thuil en 't Weegje · Noord-Waddinxveen · Zuid-Waddinxveen

Zuid-Holland: Steden en dorpen      Nederland: Provincies · Gemeenten
Alblasserdam · Albrandswaard · Alphen aan den Rijn · Barendrecht · Bodegraven-Reeuwijk · Capelle aan den IJssel · Delft · Den Haag · Dordrecht · Goeree-Overflakkee · Gorinchem · Gouda · Hardinxveld-Giessendam · Hendrik-Ido-Ambacht · Hillegom · Hoeksche Waard · Kaag en Braassem · Katwijk · Krimpen aan den IJssel · Krimpenerwaard · Lansingerland · Leiden · Leiderdorp · Leidschendam-Voorburg · Lisse · Maassluis · Midden-Delfland · Molenlanden · Nieuwkoop · Nissewaard · Noordwijk · Oegstgeest · Papendrecht · Pijnacker-Nootdorp · Ridderkerk · Rijswijk · Rotterdam · Schiedam · Sliedrecht · Teylingen · Vlaardingen · Voorne aan Zee · Voorschoten · Waddinxveen · Wassenaar · Westland · Zoetermeer · Zoeterwoude · Zuidplas · Zwijndrecht

Steden en dorpen · Voormalige gemeenten · Nederland: Provincies · Gemeenten